# Anapo
L'Anapo est un fleuve côtier de Sicile situé dans la province de Syracuse dont le nom signifie invisible en grec ancien. Cela lui vient du fait qu'il a un cours souterrain dans de nombreuses parties de son parcours. Le mythe grec d'Anapos lui est associé.

## Géographie
Il prend sa source au mont Lauro, le plus haut sommet des monts Hybléens près de Palazzolo Acréide. La rivière (ou torrent) Calcinara est son affluent au niveau du site de la Nécropole de Pantalica. Il traverse ensuite tout le territoire de Syracuse où il se mélange à la Ciane.

## Histoire
Dans l'Histoire, ses eaux servaient à alimenter l’aqueduc de Syracuse, construit en -480 par le tyran Gélon et long de 22 km. Elles servent aujourd'hui à alimenter la station hydroélectrique de Solarino.
En 1846, Alexis de Valon écrit dans son récit de voyage intitulé Une année dans le Levant, que le fleuve Anapus est "un petit ruisseau de douze ou quinze pieds de largeur, sur les rives duquel on trouve le papyrus. Syracuse est le seul endroit d'Europe où croisse cette plante égyptienne, c'est le point le plus chaud de la Sicile".